# Малиновка (станция метро)
«Мали́новка» (бел. Малінаўка) — конечная станция Московской линии Минского метрополитена, следующая за станцией «Петровщина».

## Строительство
Строительство станции началось в 2010 году.
Строительство перегонных тоннелей от станции «Петровщина» до пересечения с улицей Космонавтов велось закрытым способом, от пересечения с улицей Космонавтов до станции «Малиновка» — открытым способом.
Открытие планировалось 7 ноября 2013 года.
В апреле 2013 года в ряде белорусских интернет-сайтов сообщили, что надежд на возможность открытия участка продления первой линии метро от «Петровщины» до «Малиновки» в ноябре 2013 года остаётся немного. 11 сентября 2013 года Николай Ладутько сообщил, что открытие станции перенесено на май 2014 года. 7 мая 2014 года председатель Мингорисполкома сообщил, что станция будет открыта не в намеченный срок, а в течение нескольких недель после 9 мая 2014 года.
23 мая 2014 года прошёл пробный поезд. Открытие станции состоялось 3 июня 2014 года в 15:00 по восточноевропейскому времени. Но в нынешние годы время в Белоруссии полностью приравнено с московским.

## Расположение
Станция «Малиновка» расположена на пересечении проспекта Дзержинского и улицы Есенина, рядом с микрорайонами Малиновка и Брилевичи в Московском районе Минска. В километре от станции, за МКАД, расположен филиал БГУ, и первоначально станцию планировалось назвать «Университетской».

## Пропускная способность
В первый год работы станцией пользовались 32 тыс. пассажиров ежедневно. В октябре 2019 станцией воспользовались 1,58 млн пассажиров, то есть 51 тыс. в сутки. В сентябре 2021 месячная загруженность превысила 2,21 млн пассажиров и 73,6 тыс. в сутки соответственно. В то же время как по идущей следом станции «Петровщина» снизился на 12 % относительно показателей первого года когда та перестала быть конечной до 2,15 млн пассажиров за календарный месяц что соответствует 71,5 тыс. пасс. в сутки — это одни из самых переполненных станций на линии (больше проходят только через турникеты станции «Площадь Ленина» снизившегося до 77,5 тыс. в сутки после открытия станции «Вокзальная» на Южной привокзальной площади которая отняла 53,5 тыс. пассажиров и «Ковальская Слобода» более 57 тысс. пассажиров.

## Дизайн
По словам архитектора станции Владимира Телепнева, в интерьере преобладают светлые фисташковые и зелёные цвета, голубой потолок подсвечивается. На платформе размещены скамейки на 36 человек.

### Стилистические особенности
На станции «Малиновка» во внепиковое время (с 9:00 до 16:00) можно услышать пение птиц малиновок. Запись включает дежурный по станции в перерывах между движениями поездов. Продолжительность пения составляет меньше минуты, но пассажирам данная особенность станции очень нравится.

## «Малиновка» в компьютерных играх
Станция воссоздана в дополнении (моде) «Metrostroi Subway Simulator» к игре «Garry's Mod» в Steam на карте Crossline Redux с вымышленной Кировской линией под вымышленным названием «Молодёжная» (также реально существующее в Минском и Московском метрополитенах), «игроками-энтузиастами» смоделирована и подключена к системе СЦБ с основным средством сигнализации в виде автоблокировки со светофорами и защитными участками, дополненной АЛС-АРС и функционирует в виде аддонов в Steam Workshop. В реальности на Московской линии основное средство сигнализации — АЛС-АРС без автостопов и защитных участков. Дополнение отличается от других компьютерных симуляторов поезда высокой реалистичностью и широкой кастомизацией каких-либо действий.